# The Width of a Circle
«The Width of a Circle» es una canción escrita por el músico británico David Bowie para el álbum The Man Who Sold the World, grabado en la primavera de 1970 y publicado más tarde ese año en los Estados Unidos y en abril de 1971 en el Reino Unido. Es la canción de apertura del álbum, un rock pesado con sobretonos de heavy metal. Bowie ha interpretado una versión más corta de la canción en conciertos por varios años antes de grabarla en estudio.
Presentando un trabajo de guitarra de Mick Ronson, está canción de 8 minutos está dividida en dos partes. La música toma una calidad de R&B pesado en la segunda mitad, donde el narrador disfruta un encuentro sexual – con Dios, el Diablo y algunos otros seres supernaturales, de acuerdo a diferentes interpretaciones – en las profundidades del Infierno.
Algunas fuentes afirman que la canción fue publicada como sencillo por RCA en Europa Oriental, junto a "Cygnet Committee" del álbum de 1969, Space Oddity como lado B. Sin embargo, esté sencillo "Ruso" fue impreso por un fan y por lo tanto no es oficial.

## Versiones en vivo
- Una versión de 10 minutos y 43 segundos grabada en el Santa Monica Civic Auditorium el 20 de octubre de 1972 ha sido publicada en Santa Monica '72 y Live Santa Monica '72.[7]
- Una versión de 14 minutos grabada en el Hammersmith Odeon en Londres, el 3 de julio de 1973 fue publicada en Ziggy Stardust: The Motion Picture en 1983, la interpretación completa sería reeditada en la edición de 2 CDs del 30th aniversario en 2003. La duración adicional, presenta un solo instrumental extendido por Mick Ronson y la banda, permitiendo a Bowie de cambiar atuendo, una práctica común en la gira de conciertos de Ziggy Stardust.[8]
- Una presentación grabada en el Tower Theater, Pensilvania como parte de la gira de Diamond Dogs, fue publicada en David Live.[9]
- Una versión grabada con el trío de Tony Visconti (también conocido como the Hype) en el The Sunday Show el 5 de febrero de 1970, introducida por John Peel, fue publicada en Bowie at the Beeb.[10]

## Otros lanzamientos
La canción aparece en el álbum compilatorio de Japón, The Best of David Bowie (1974).

## Otras versiones
- Spurge – Crash Course for the Ravers: A Tribute to the Songs of David Bowie (1996)
- The Spiders from Mars – The Mick Ronson Memorial Concert (2001)

## Créditos
Créditos adaptados desde las notas del álbum.
- David Bowie – voz principal, guitarra acústica
- Mick Ronson – guitarra eléctrica, coros
- Tony Visconti – bajo eléctrico
- Woody Woodmansey – batería